# Pilea fruticulosa
Pilea fruticulosa är en nässelväxtart som beskrevs av Julius Sterling Morton. Pilea fruticulosa ingår i släktet pileor, och familjen nässelväxter. Inga underarter finns listade i Catalogue of Life.